# Колежки съветник
Коле́жки съве́тник (на руски: коллежский советник) е граждански (цивилен) чин от VI клас съгласно Таблицата на ранговете в Руската империя, съответствал на армейския чин полковник и флотския чин капитан от I ранг.

## Предистория на появата на чинаколежки съветник
През 1717 г. император Петър I започва реформирането на централните учреждения на изпълнителната власт. Тогава възникват колегиите, които общо казано са предшественици на съвременните министерства. Колегиите са се състояли от приемни за граждани и канцеларии за робата зад кулисите. Една от длъжностите в приемните била именно колежкият съветник.
На 24 януари 1722 г. е създадена „Таблица на ранговете“, в която чиновете били разпределени в 14 класа или ранга. Чинът колежки съветник съответствал на VI клас.
Според Таблицата на ранговете чиновете на цивилната служба (какакто и чиновете на военната служба) се присъждали въз основа на прослуженото време (стаж) или за особени заслуги.
По времето на Петър I онези, които са получили чин от I до VIII ранг (сред които попадат колежките съветници с техния VII ранг), получавали потомствено благородничество, „дори и да са били от ниска порода“ (т. е. дори преди това да са били от „простолюдието“).
Указът на императрица Елизавета Петровна от 23 юни 1745 г. въвежда задължителна последователност на служба от VIII клас през VII клас до VI клас (преди това било възможно да се прескочи от VIII клас направо в VI клас; I клас бил най-висшият).

## По-нататъшно развитие на условията за държавна служба в чинколежки съветник
Чинът колежки съветник съответствал на военните чинове полковник и капитан от I ранг. От втората половина на XVIII век до 1867 г. в някои специализирани технически ведомства за чиновниците, въпреки че не са били военни, били използвани също военни звания; например, в минното дело, ръководните миньори били с чин минен-капитан (на руски: берг-гауптман), който спадал към VI клас от Таблицата на ранговете.
С развитието на руския чиновнически апарат (администрацията) колежките съветници могли да заемат длъжностите началник на отдел, прокурор и главен секретар на Сената и пр. След три години прослужено време колежките съветници можели да станат уездни (местни) предводители на благородничеството.
Към колежки съветник било прието обръщението „Ваше високоблагородие“.
През XIX век започнал да нараства броят на чиновниците без благороднически произход. Това предизвикало безпокойство у върховните власти. През 1835 г. било издадено „Разписание на длъжностите на цивилната служба по класове“.
Промени в службата на чиновниците от VI клас били уреждани чрез лични заповеди на императора. Чиновниците от VI клас могли да заемат, например, длъжностите началник на отдел или делопроизводител в учрежденията на централната държавна власт.
Чиновете от VI клас давали първоначално право на потомствено (наследствено) благородничество, но по-късно само на лично.
Указът „Относно сроковете за производство в чинове от цивилната служба“ от 9 декември 1856 г. установява, че качеството на службата зависи не само от образованието, но и от опита и конкурентоспособността. Били установени общи за всички срокове за служба. За получаване на чин от VI клас (колежки сътветник) срокът за служба в по-нисши чинове бил 5 години, а за повишаване на колежки съветник в следващия по-горен чин (държавен съветник) – 4 години.
Чиновниците от VI клас през 1857 г. наброявали 2216 души (през 1796 г. – 541).
По данни за 1897–1898 г. чиновниците, заемащи длъжности от V до VIII клас, са 53 % от общия брой, от които 39 % са благородници, 58 % са лица с висше образование.
От 1886 до 1908 г. чиновниците от VI клас заемали длъжности в корпуса на военноморските инженери и инженерите-механици на флота. Съответно, старши корабостроител и флагмански инженер-механик.
Според правилник от 1898 г. повишението в по-висш чин става възможно само след прослужени поне пет години в предходния чин. Продължителността на цялата служба съответствала на 20 години.
На длъжности от VI клас се назначавали министрите или главните управляващи в администрацията. Също началниците на отдели били приспадани към VI клас.
Като общо правило чиновниците от VI клас получавали надбавки към заплатата си (за прослужено време/стаж или заслуги) от 214 рубли и 50 копейки без удръжки (бруто) и 210 рубли и 15 копейки с удръжки (нето) на година.
Заплатата варирала от 600 до 750 рубли годишно, като също така били отпускани допълнително средства и за издръжката на 5 коня.
Право да заемат длъжности от VI клас имали:
- поданик на Русия
- лице от мъжки пол
- лицето трябвало да има гражданска чест (т. е. лицата, извършили нарушение или престъпление, не могат да се ползват с доверието на държавата)
- преминали военна служба
- висшето образование можело да даде възможност за постъпване на служба на тези, които по принцип нямали право на това с  оглед на произхода си (т. е. неблагородници)
- Благородниците, потомствени и лични, имали право на предимство пред неблагородниците при постъпването на служба.

Държавни длъжности на лица с чин колежки съветник:
- прокурори в колегиите,
- председатели на надзорни съдилища,
- съветници в колегиите,
- главени секретари на Сената,
- тайни съветници в канцеларии.

За длъжностни престъпления чиновниците от VI клас се съдели пряко от Сената или от местната съдебна палата.

## Униформи и награди на чиновниците от VI клас
Униформата на чиновници от VI клас имала само половин шев на яката и маншетите. Кройката на униформата е обща – едноредна с три копчета на гърдите и три на маншетите. На копчетата било обозначено съответното ведомство.
През 1855 г. по наредба на Управляващия сенат чиновниците от VI клас получили галон на яките и маншетите си, но тези промени не били приложени. По-късно са въведени униформи по военен образец, но през 1903 г. те били премахнати. Заменени били от цивилни двуредни фракове с пришити галонени петлици, които имали две успоредни ленти (наподобяващи пагон на полковник) с емблемата на ведомоството в средата.
Чиновниците от VI клас били награждавани при заслуги с награди, подобаващи на техния чин: орден „Св. Владимир“ младши степени; орден „Св. Станислав“ 2-ра степен.

## Исторически цитат
| „ | Крылов, Иван Андреевич. Письма. А. Н. Оленину 17 декабря 1827 г. // Полное собрание сочинений Ивана Андреевича Крылова. Т. 3: Басни. Стихотворения. Письма. Москва, ОГИ3: Государственное издательство художественной литературы, 1946. с. 369. (на руски) | “ |

## Литературни персонажи, служещи като чиновници от VI клас
- Кандид Касторович Тарелкин – в произведенията на Александър Василиевич Сухово-Кобилин „Дело“, „Смъртта на Тарелкин“.
- Чичиков – в произведението на Николай Василиевич Гогол „Мъртви души“.
- Скалозъб – в произведението на Александър Сергеевич Грибоедов „От ума си тегли“.
- Василий Петрович Бачей – в епоса на Валентин Катаев „Вълните на Черно море“. Този чин заема и бащата на главния герой Петя Бачея в разказа на Катаев „Самотна лодка се белее“, който се кара на един казак за дързостта му да спре техния дилижанс (карета) (във филма – жандармер спира парахода „Тургенев“) и се представя като учител от средни учебни заведения, колежки асесор. Освен това, в следващия роман на епоса, „Чифлик в степта“, В. П. Бачей е представен като чиновник от по-нисък VII клас, надворен съветник.
- Александър Адуев – в произведението на Иван Гончаров „Обикновена история“.
- Фандорин – в произведението на Борис Акунин „Декоратор“.

## Премахване на чина „колежки съветник“
През 1917 г. чинът колежки съветник е бил премахнат с декрет на Всеруския централен изпълнителен комитет и Съвета на народните комисари на Руската съветска федеративна социалистическа република, носещ заглавието „Относно унищожаването на съсловията и цивилните чинове“, издаден на 11 ноември 1917 г.